# Teiririvier
De Teiririvier is een rivier, die in de Zweedse gemeente Pajala stroomt. De rivier ontstaat als afwateringsrivier van een moerasgebied ten westen van de Torne. De rivier stroomt eerst noordwaarts en buigt dan af naar het zuidoosten. Na 8 kilometer stroomt het water de Pentäsrivier in, die het water verder aflevert in de Torne. De rivier stroomt door onbewoond gebied.